# یوایچی ناگانوما
یوایچی ناگانوما (ژاپنی: 長沼 洋一؛ زادهٔ ۱۴ آوریل ۱۹۹۷) یک بازیکن فوتبال اهل ژاپن است.
از باشگاه‌هایی که در آن بازی کرده‌است می‌توان به باشگاه فوتبال سانفریس هیروشیما، باشگاه فوتبال مونتدیو یاماگاتا، باشگاه فوتبال گیفو و باشگاه فوتبال اهیمه اشاره کرد.